# Ariq Böke

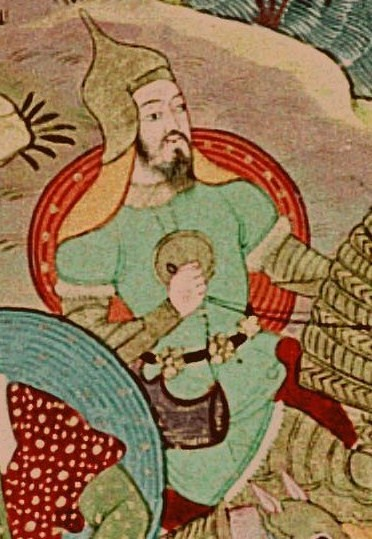
Ariq Böke

Ariq Böke eller Arik Boke, född 1219, död 1266, var barnbarn till den mongoliska härskaren Djingis khan. Han var son till Tolui och Sorghaghtani Beki och bror till Möngke, Khubilai khan och Hülegü. Efter att Möngke avlidit 1259 stred Ariq Böke om makten med över mongolväldet mot sin äldre bror Khubilai khan.
På våren 1260 utropar sig Ariq Böke till khan i Altajbergen i västra Mongoliet och Khubilai khan utnämner sig till khan i Xanadu, vilket gjorde att mongolväldet hade två utropade ledare. Detta var upptrappningen till ett inbördeskrig om makten mellan Ariq Böke och Khubilai khan. Inbördeskriget pågick till 1264 då Khubilai khan segrade och Ariq Böke tillfångatogs. 1265 beslutade Khubilai khan att ett kurultai skulle hållas för att besluta vilket straff Ariq Böke skulle få för sina krigsbrott. Innan mötet hann hållas avled Ariq Böke i fångenskap 1266 under mystiska omständigheter. Vissa historiker tror att han kan ha blivit förgiftad.